# Erymophyllum compactum
Erymophyllum compactum là một loài thực vật có hoa trong họ Cúc. Loài này được Paul G.Wilson mô tả khoa học đầu tiên năm 1989.